# Khalif Mumin Tohow
Khalif Mumin Tohow (fallecido el 12 de abril de 2020) fue un político somalí.

## Biografía
Se desempeñó como Ministro de Justicia del estado de Hirshabelle State, una región autónoma dentro de Somalia, hasta su muerte en abril de 2020. También fue miembro de la Asamblea Legislativa del Estado de Hirshabelle.
En febrero de 2020, Tohow, un somalí que también tenía pasaporte británico, viajó al Reino Unido antes de regresar a Somalia algún tiempo después. El 11 de abril de 2020 dio positivo por COVID-19 en Jowhar, capital del estado de Hirshabelle, y fue enviado a Mogadiscio para recibir tratamiento. Khalif Mumin Tohow murió de COVID-19 en el Hospital Martini en Mogadiscio el 12 de abril de 2020, solo un día después de dar positivo. Tohow fue la segunda víctima mortal registrada en Somalia por el COVID-19. 
Después de la muerte de Tohow, las autoridades somalíes pusieron en cuarentena y aislaron al presidente del estado de Hirshabelle, Mohammed Abdi Waare, y al presidente del sudoeste del estado, Abdiaziz Hassan Mohamed Laftagareen, en sus hogares, ya que recientemente habían estado en contacto cercano con Tohow. Tohow había asistido a una reunión de gabinete estatal realizada por el presidente del estado de Hirshabelle, Mohammed Abdi Waare, el 11 de abril de 2020, solo unas horas antes de enfermarse con el COVID-19.